# Khỉ Ai Cập
Khỉ Ai Cập (Danh pháp khoa học: Aegyptopithecus zeuxis, xuất phát từ tiếng Hy Lạp Αίγυπτος có nghĩa là Ai Cập và πίθηκος có nghĩa là khỉ) là một hóa thạch của một loài khỉ dạng Anthropoidea cổ xưa, sống cách đây từ 35-33 triệu năm trước, trước khi có sự phân nhánh thành Hominoidea và Cercopithecoidea. Đây là một loài động vật giống khỉ và được xem là tổ tiên chung của người, linh trưởng hình người và khỉ.

## Tổng quan
Đây là một loài động vật giống khỉ Tân thế giới (Platyrrhini) ngày nay. Aegyptopithecus được người ta cho là nhóm thân cây của Catarrhini, một mắt xích quan trọng kết nối các hóa thạch của thế Eocen với thế Miocen. Mẫu vật điển hình của loài này là CGM26901. Aegyptopithecus zeuxis được E. Simons phát hiện vào năm 1965 trong thành hệ Jebel Qatrani thuộc tỉnh Fayum, Ai Cập.

## Đặc điểm
Hộp sọ được tìm thấy trong một hồ nước ở phía tây nam Cairo năm 2004, có thể đặt vừa vào lòng bàn tay người. Dựa trên mẫu hóa thạch tìm được cho biết chúng từng sống trên cây, ăn lá cây và quả, sống cách đây khoảng 29 triệu năm trong những cánh rừng ấm áp ở vùng Fayum nay là một sa mạc Ai Cập. con cái cân nặng khoảng 5.5 pound, bằng một nửa trọng lượng của con đực. Chúng có bộ não khác nhỏ, đó là một bộ não khá nguyên thủy. Nó chỉ nhỏ tương ứng với một con khỉ hay một con linh trưởng hình người, với bộ óc chỉ bằng hạt đậu thậm chí còn nhỏ hơn của một con vượn cáo ngày nay.
Dựa trên mẫu hóa thạch tìm được cho biết chúng từng sống trên cây, ăn lá cây và quả, sống cách đây khoảng 35-33 triệu năm vào đầu thế Oligocen trong những cánh rừng ấm áp ở vùng Fayum nay là một vùng bán khô cằn ở Ai Cập. Dựa trên kích thước răng và các di cốt xương đùi thì người ta ước tính A. zeuxis có trọng lượng khoảng 6,708 kg.
Mẫu vật CGM 85785 – hộp sọ của một con khỉ cái chưa trưởng thành, được Rajeev Patnaik phát hiện tại vùng trũng Fayum. Dung tích hộp sọ của mẫu vật này là 14,63 cm³ và phân tích lại khối đúc trong của hộp sọ con đực (mẫu vật CGM 40237) ước tính dung tích hộp sọ là 21,8 cm³. Các ước tính này đã loại bỏ kết quả của các ước tính trước đó là khoảng 30 cm³. Các tính toán đo đạc này cho thấy tỷ lệ hộp sọ trong của con đực so với con cái là khoảng 1,5; chỉ ra rằng A. zeuxis có lẽ là loài có dị hình giới tính.